# Славко Стефановић (кошаркаш)
Славко Стефановић (Ужице, 28. март 1981) бивши је српски кошаркаш. Играо је на позицији крилног центра.

## Каријера
Стефановић је 1999. године из ужичког Плеј-офа прешао у београдски Беопетрол. Каријеру је касније наставио у Лавовима да би у новембру 2004. потписао уговор са Црвеном звездом до краја такмичарске 2004/05. Наредну сезону провео је у дресу вршачког Хемофарма. Целу сезону 2006/07. пропустио је због повреде. Сезону 2007/08. почео је у дресу београдске Меге, али је у децембру 2007. прешао у берлинску Албу. У фебруару 2008. се вратио у Мегу, али само на кратко, пошто је већ наредног месеца потписао уговор са Игокеом до краја сезоне.
Током сезоне 2008/09. био је у руској екипи Универзитет Југра Сургут. Сезону 2009/10. почео је у ОКК Београду али је у фебруару 2010. потписао за бугарски Лукојл академик. Наредну сезону је поново почео у ОКК Београду али је после само две одигране утакмице прешао у кипарски Керавнос. Целу 2011/12. сезону одиграо је за ОКК Београд. За сезону 2012/13. се вратио у родно Ужице и потписао за Слободу. У марту 2013. се повредио и завршио играчку каријеру.